# تشارلز نج
تشارلز نج (بالصينية: 伍家麒) هو سائق سيارة سباق صيني، ولد في 1 أغسطس 1984 في هونغ كونغ في الصين.

## روابط خارجية
- تشارلز نج على موقع DriverDB.com (الإنجليزية)